# Michał Jastrzębski (perkusista)
Michał Jastrzębski, pseud. Dimon (ur. 29 listopada 1981 w Płocku) – polski muzyk, perkusista, od 1999 perkusista zespołu Lao Che.

## Wykształcenie
Ukończył Państwową Szkołę Muzyczną I i II stopnia im. Karola Szymanowskiego w Płocku. Uczył się także w Szkole Jazzu i Muzyki Rozrywkowej im. Krzysztofa Komedy w Warszawie. Jest dyplomowanym ratownikiem medycznym.

## Kariera muzyczna
Grał w zespołach Stonehenge, Tenebris, a w latach 1998–1999 razem ze Spiętym i Denatem (Lao Che) współtworzył trio Koli. Jest oficjalnym endorserem marki Istanbul Agop i Gretsch drums.
30 lipca 2012 podczas uroczystości w Parku Wolności w Muzeum Powstania Warszawskiego z rąk prezydenta RP Bronisława Komorowskiego odebrał Srebrny Krzyż Zasługi za "działalność na rzecz popularyzacji i upamiętniania Powstania Warszawskiego".

## Życie prywatne
15 października 2015 dokonał publicznego coming outu jako gej. Wraz ze swoim partnerem mieszkają w Warszawie.

## Instrumentarium
| Talerze perkusyjne Istanbul Agop - 15" OM Hi-Hats - 10" Turk Splash - 20" Traditional Trash Hit - 14" 30th Anniversary Hi-Hats - 23" Matt Chamberlain Signature Ride - 6" Traditional Splash - 20" Xist Crash - 24" Joey Waronker Signature Ride - 18" Turk Crash - 18" Xist ION Crash - 20" OM Crash - 20" Agop Signature Crash - 20" Traditional Crash Ride - 22" Traditional Heavy Ride - 12" Traditional Splash - 24" 30th Anniversary Ride - 20" Azure Ride - 13" Traditional Heavy Hi-hats |  | Bębny - Gretsch USA Custom - Gretsch Brooklyn - Gretsch Round Badge Werble - Gretsch USA Custom - Brady Sheoak Block Snare 14/6.5 - Craviotto Cherry Solid Shell 14/8 - Slingerland Mahogany Radio King 14/6.5 -era 1928-1941 - Pork Pie Lite Acrylic 14/6 - Bertrand Maple 14/7 - Bertand Maple 12/6 - Sonor Jungle 10/2 - Yamaha Steel 14/6.5 - Mapex Black Panther steel 14/6.5 |

## Dyskografia
- Stonehenge – Engraved Enigma (1997)
- Koli – Szemrany (1999)
- Maja Koman – Pourquoi Pas (2014), Warner Music Poland[6]
- Jazzombie – Erotyki (2016), Mystic Production

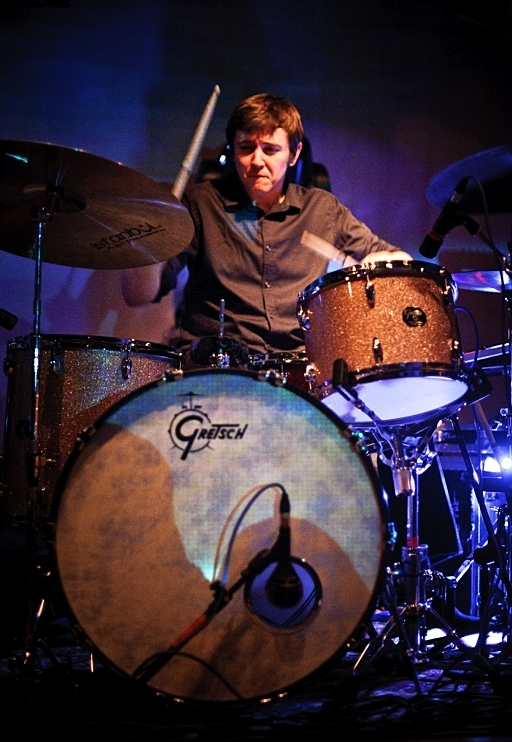
Michal Jastrzebski, 2013
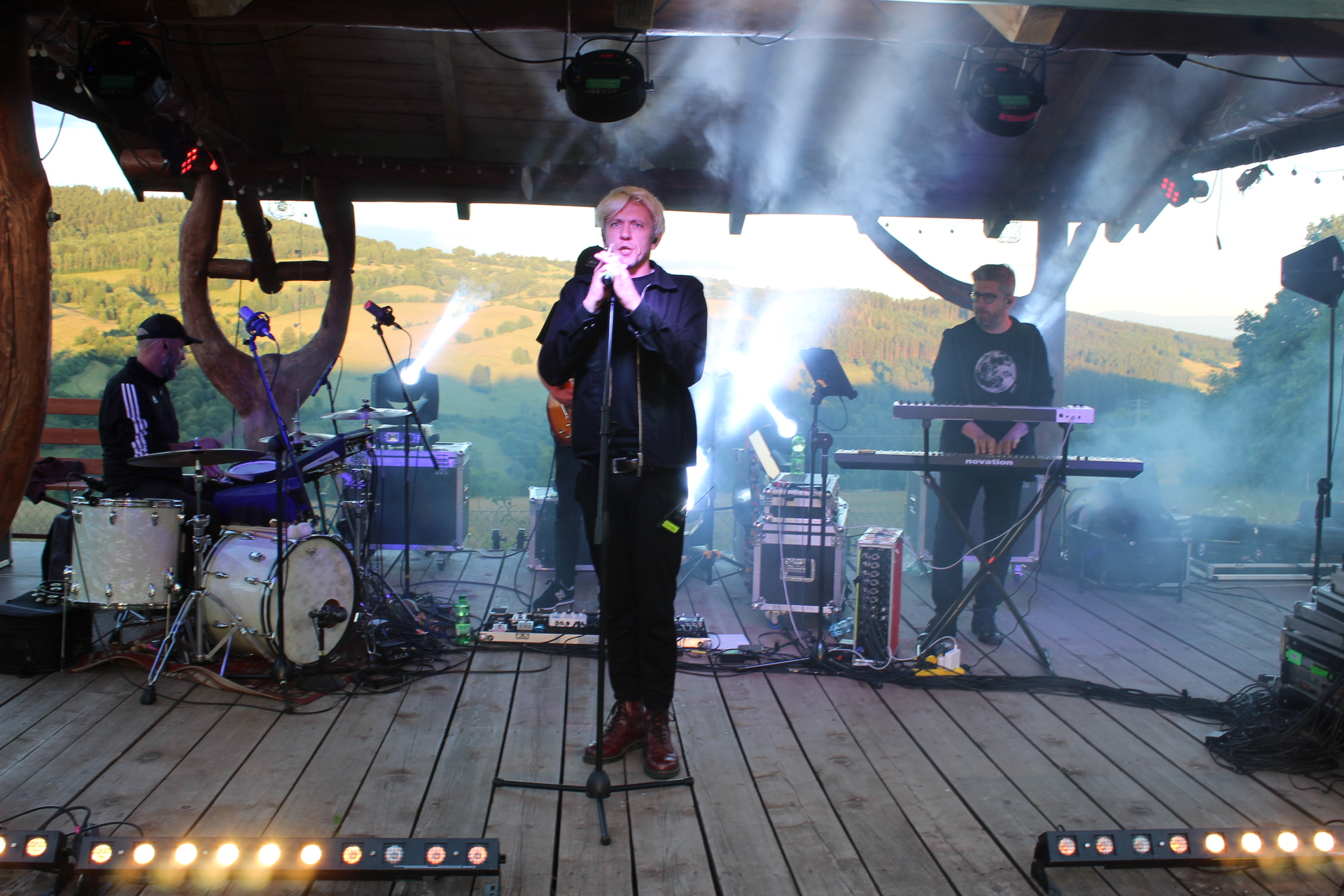
Zespół DIMON 2024